# Tetrigona peninsularis
Tetrigona peninsularis är en biart som först beskrevs av Cockerell 1927.  Tetrigona peninsularis ingår i släktet Tetrigona, och familjen långtungebin. Inga underarter finns listade.

## Utseende
Arten är ett litet, brunaktigt bi som mycket påminner om Tetrigona apicalis; den är dock något ljusare och har något kortare vingar.

## Ekologi
Släktet Tetrigona tillhör de gaddlösa bina, ett tribus (Meliponini) av sociala bin som saknar fungerande gadd. De har dock kraftiga käkar, och kan bitas ordentligt. Boet skyddas aggressivt av arbetarna.

## Taxonomi
Vissa forskare betraktar arten som en underart av Tetrigona apicalis, T. apicalis peninsularis.

## Utbredning
Tetrigona peninsularis är en sydöstasiatisk art som påträffats i Thailand och Malaysia (inklusive Sabah).